# 福江純 (小惑星)
福江純（ふくえじゅん、9649 Junhukue）は、小惑星帯に位置する小惑星の1つである。群馬県の大泉で小林隆男によって発見された。名前は天文学者の福江純にちなむ。